# Milvi Seping
Milvi Seping (* 18. September 1929 in Paduvere, Landgemeinde Jõgeva; † 19. August 2022 in Tallinn) war eine estnische Schriftstellerin.

## Leben
Milvi Seping machte 1948 auf der Tartuer Berufsschule ihren Abschluss als Schlosserin und arbeitete bis 1971 in ihrem Beruf. Danach lebte sie als freischaffende Schriftstellerin in Tartu. Sie war seit 1975 Mitglied des Estnischen Schriftstellerverbandes.

## Werk
Sepings Gedichte wurden seit 1951 publiziert, zehn Jahre später erschien ihr erstes Buch. Ihren Versen wurde eine philosophische Dimension attestiert, weil in ihr „Erde und Metall, mit anderen Worten Land und Stadt oder noch mehr: die ewige Dialektik des Alten und Neuen“ gegenübergestellt werden. Auch die folgenden Gedichtbände der Autorin wurden überwiegend positiv rezensiert, wobei ihr zusehends Reife bescheinigt wurde. In ihrer Kurzprosasammlung Farbige Vögel behandelt sie vornehmlich die Lebensprobleme älterer Menschen.
Viel beachtet wurde ihr kurzes Gedicht, in dem die estnische Geschichte im 20. Jahrhundert beschrieben ist.

Ühed
viidi.
Neilt võeti.

Teised
läksid.
Ja jätsid.

Kolmandad?
Hoidsid maad paigal.

(Die einen
fortgeschafft.
Um alles gebracht.
Die andern
geflohen.
Alles verloren
Und der Rest?
Hielt das Land fest.)

## Bibliografie
- Heliseval sillal ('Auf der klingenden Brücke'). Tallinn: Eesti Riiklik Kirjastus 1961. 64 S.
- Urvad üle müüride ('Kätzchen über den Mauern'). Tallinn: Eesti Raamat 1974. 84 S.
- Külmamailane ('Wildes Vergissmeinnicht'). Tallinn: Eesti Raamat 1981. 70 S.
- Värvilised linnud ('Farbige Vögel'). Tallinn: Eesti Raamat 1985. 132 S.

## Sekundärliteratur
- Paul Viiding: Mulla ja metalli dialektika, in: Looming 4/1962, S. 636–638.
- Silvia Nagelmaa: Selgeks ja lähedaks tuntud, in: Keel ja Kirjandus 7/1975, S. 435–436.
- Leili Iher: „On meie kivikorjamispäev“, in: Keel ja Kirjandus 9/1979, S. 555–556.